# 陳文茜
陳文茜（1958年3月25日—），臺灣廣電人士、政治評論人、作家、前政治人物，以主持《文茜小妹大》、《TVBS文茜的世界周報》等節目著稱，2002至2005年間以無黨籍身分擔任立法委員。

## 早年
陳文茜生於宜蘭縣羅東鎮。曾祖父陳純精為當地望族；外祖父何集璧出身台中望族，祖母是日本人；出身羅東望族的父親陳紹顏，和母親何欣欣，育有二女一子，陳文茜為長女。幼年時父母離婚後，陳文茜移居台中市，由外祖母養育長大，並先後就讀臺灣省立臺中師範專科學校附屬小學、臺中市立第四初級中學、臺灣省立臺中女子高級中學。17歲時外祖母逝世，故遷至臺北由母親照顧。

## 職業生涯

### 早期工作
1976獲國立臺灣大學法律系法學組取錄，於在學期間接觸黨外運動並成為活躍分子，開展其政治生涯。1980年大學畢業後隨即為美麗島事件受難者家屬周清玉、許榮淑等人於國民大會代表及立法委員選舉中輔選。其後陸續擔任林義雄夫人立法委員方素敏（1983年）、臺北縣長尤清（1984年）選舉文宣負責人，以及《黨外文選》（1984年）、《新潮流》月刊主編（1985～1986年）。1982至1983年間，她亦擔任《中國時報》美洲版副刊主編。
1987至1994年，她在紐約社會研究新學院歷史社會學進修博士，但沒有獲得學位；歸臺後出任民主進步黨文宣部主任、民進黨發言人至1998年。1999年因理念不合及反台獨主張退出民進黨，後旋即於2000年出任國民黨智庫國家政策研究基金會資深顧問，並於李登輝、陳水扁執政時期以無黨籍身分發表許多對政府施政的批評。

### 立法委員
2001年，以無黨籍身份當選第5屆立法委員。她任內事蹟以2004年公投與蔡英文辯論，以及「奇美小護士」事件最為著名：2004年3月19日晚間，超過法定選舉時間之後，於連宋競選總部開記者會質疑陳水扁遭槍擊事件，隨後馬英九開記者會否定陳文茜發言與連宋競選總部相關。陳文茜自稱握有「奇美醫院小護士」證據，宣稱陳水扁遭槍擊事件是自導自演，她稱保密的「小護士」曾直接向台南的連宋競選總部投訴，也有姓名，但至今從無任何人證、物證、事證等可旁證「奇美小護士」曾經存在。2005年卸任立委後接受《南方人物周刊》的訪問，訪問中坦承其對319槍擊案造假的指控是「演戲」，並透露《公投法》大部分由她草擬，其高門檻之意圖在於阻卻。

### 後期媒體生涯
- 《文茜小妹大》節目主持人
- 《文茜的世界周報》主持人（2005年-2020年）
- 《文茜的世界財經周報》主持人（2008年-2020年）
- 鳳凰衛視資訊台《解碼陳文茜》節目主持人
- 年代財經台《財富新聞》節目主持人
- 中廣流行網《文茜的異想世界》節目主持人
- 東森財經新聞台《文茜的 與我們的人生故事》節目主持人
- Yahoo TV《茜問》主持人（2019年至今）
- 《TVBS文茜的世界周報》主持人（2020年-現在）
- 《TVBS文茜的世界財經周報》主持人（2020年-現在）
- 觀點《文茜Open Chat》主持人（2023年-現在）

2014年臺灣爆發太陽花運動，陳文茜以2011年起的國際示威潮舉例：「學運未必無知也未必神聖：特色是憤怒成人遊戲規則。」她指出，最成功的是佔領華爾街，讓社會深思結構不公，但若像英國學潮失敗，將城市當遊戲場景燒殺刧掠，將留下評價「沒教養的孩子」。

## 其他事業
1999年出任《商業周刊》首席顧問兼專欄作家。2000年出任中天電視董事長。2006年起擔任《蘋果日報》專欄作家。「梦想家中文網」董事长，「梦想家」曾在中国大陆举办72小时网络生存测试，后在台灣亦有举办类似活动。
2010年，陳文茜受邀至天津南开大学擔任客座教授。2015年起，她應聘亞洲大學資訊傳播學系講座教授，每學期進行《文茜講堂》專題演講。
2016年，樂陞科技炒股收購案，她在風暴中辭去獨立董事。

## 個人生活

### 感情與婚姻
臺大法律系畢業後，陳文茜在為周清玉輔選期間認識大他11歲的林濁水。她在自傳《文茜半生緣》中僅提及這段苦澀的戀情。前往美國讀書期間，她與新潮流系創始人賀端蕃相戀並迅速結婚，但他們短暫的婚姻因想法差異而告終。
陳文茜1995年返台後，擔任民進黨文宣部主任期間，和前後任黨主席許信良、施明德有密切關係。她被懷疑和他們之間關係曖昧，但否認。施明德前女友李昂其1997年小說《北港香爐人人插》中描述之透過肉體獲得政治權力的女子，被認為是影射陳文茜。兩人因此一度關係緊張。
2006年，陳文茜與減肥醫生宋正宇交往，直到2011年分手。陳文茜后指責宋正宇教養與人格有問題，曾對她母親咆哮，企圖利用她的政治特權，診所使用低價藥品以及利用她作診所廣告等，宋正宇本人否認。2012年宋與張淑貞再婚。

### 健康
2019年2月，陳文茜確診罹患一期肺腺癌；3月18日在施明德一家陪同下接受手術，切除左肺腫瘤，21日稱其右肺也有一顆0.6公分的腫瘤 。2024年12月6日，陈文茜发文透露肺癌复发并转移至肝部。

## 傳媒履歷

### 電視節目
| 年份                          | 頻道             | 節目                       | 備註                                                                                 |
| ----------------------------- | ---------------- | -------------------------- | ------------------------------------------------------------------------------------ |
| 1996－1998                    | TVBS             | 《女人開講》               |                                                                                      |
| 1998                          | TVBS             | 《年少當家》               |                                                                                      |
| 1999－2000                    | 年代產經台       | 《財富新聞》               |                                                                                      |
| 2001                          | ET Jacky         | 《全民立法院》             | 吳宗憲共同主持                                                                       |
| 2001年8月13日－2009年12月28日 | 中視、中天電視   | 《文茜小妹大》             |                                                                                      |
| 2006－？                      | 中視             | 《文茜二重奏》             |                                                                                      |
| 2004年－2013年12月31日        | 鳳凰衛視         | 《解碼陳文茜》             |                                                                                      |
| 2005年9月－迄今               | 中天新聞台       | 《文茜的世界周報》         | 中天新聞台2020年12月6日停播後，2021年1月起改於TVBS播出，並在節目名稱前加入「TVBS」。 |
| 2005年9月－迄今               | TVBS             | 《文茜的世界周報》         | 中天新聞台2020年12月6日停播後，2021年1月起改於TVBS播出，並在節目名稱前加入「TVBS」。 |
| 2008年－迄今                  | 中天新聞台       | 《文茜的世界財經週報》     | 中天新聞台2020年12月6日停播後，2021年1月起改於TVBS播出，並在節目名稱前加入「TVBS」。 |
| 2008年－迄今                  | TVBS             | 《文茜的世界財經週報》     | 中天新聞台2020年12月6日停播後，2021年1月起改於TVBS播出，並在節目名稱前加入「TVBS」。 |
| 2010年－？                    | 東森電視         | 《文茜的與我們的人生故事》 |                                                                                      |
| 2011年1月8日－2012年3月9日    | 壹電視新聞台     | 《文茜的虛擬秀》           |                                                                                      |
| 2012年3月－？                 | 壹電視新聞台     | 《文茜大講堂》             |                                                                                      |
| 2012年7月7日-2017年10月7日    | 中天新聞台       | 《中天的夢想驛站》         |                                                                                      |
| 2014年3月4日－2014年8月26日   | 緯來綜合台、台視 | 《文茜的音樂故事》         |                                                                                      |

### 紀錄片
- 《±2℃》（2010；製作人)
- 《驚濤．太平輪》（2012；長天傳播）

### 網路節目
| 年份                | 頻道     | 節目     | 備註 |
| ------------------- | -------- | -------- | ---- |
| 2019年2月20日－迄今 | Yahoo TV | 《茜問》 |      |

### 廣播節目
| 年份              | 頻道       | 節目                 | 備註 |
| ----------------- | ---------- | -------------------- | ---- |
|                   | 飛碟電台   | 《飛碟晚餐》         |      |
|                   | 飛碟電台   | 《飛碟午餐》         |      |
| 2007年－          | 中廣流行網 | 《文茜的異想世界》   |      |
| 2012年4月－2016年 | 中廣流行網 | 《文茜的Sofa Music》 |      |

### 電視劇
| 年份   | 片名           | 飾演         |
| ------ | -------------- | ------------ |
| 1998年 | 《徵婚啟事》   | 客串飾演自己 |
| 1998年 | 《為人民服務》 | 客串飾演自己 |

## 著作

### 專著
| 年份   | 書名                                                                    | 作者   | 出版社   | ISBN               |
| ------ | ----------------------------------------------------------------------- | ------ | -------- | ------------------ |
| 1999年 | 《文茜半生緣》（口述傳記）                                              | 夏珍   | 時報文化 | ISBN 9571328588    |
| 2000年 | 《陳文茜的虛擬人生》                                                    | 陳文茜 | 時報文化 | ISBN 9571331929    |
| 2001年 | 《文茜小妹大》                                                          | 陳文茜 | 時報文化 | ISBN 9571335150    |
| 2003年 | 《文茜小妹2》                                                           | 陳文茜 | 時報文化 | ISBN 9571340359    |
| 2004年 | 《只怕陳文茜》                                                          | 陳文茜 | 印刻     | ISBN 9867420373    |
| 2005年 | 《文茜詠歎調》                                                          | 陳文茜 | 時報文化 | ISBN 9789571342610 |
| 2005年 | 《文茜語錄》                                                            | 陳文茜 | 時報文化 | ISBN 9571344001    |
| 2009年 | 《亂世佳人》                                                            | 陳文茜 | 時報文化 | ISBN 957134978X    |
| 2011年 | 《只剩一個角落的繁華》                                                  | 陳文茜 | 時報文化 | ISBN 9571354872    |
| 2012年 | 《文茜的百年驛站》                                                      | 陳文茜 | 爾雅     | ISBN 9576395380    |
| 2012年 | 《微笑刻痕》                                                            | 陳文茜 | 時報文化 | ISBN 9571356794    |
| 2014年 | 《樹，不在了》                                                          | 陳文茜 | 時報文化 | ISBN 957135998X    |
| 2015年 | 《我相信．失敗》                                                        | 陳文茜 | 時報文化 | ISBN 9571361852    |
| 2015年 | 《我害怕．成功》                                                        | 陳文茜 | 時報文化 | ISBN 9571363952    |
| 2016年 | 《給逆境中的你》                                                        | 陳文茜 | 印刻     | ISBN 9789863871170 |
| 2018年 | 《為愛奔波: 毛小孩們教我的生死課》                                      | 陳文茜 | 時報文化 | ISBN 9571376094    |
| 2020年 | 《終於, 還是愛了》                                                      | 陳文茜 | 有鹿文化 | ISBN 9869887120    |
| 2021年 | 《文茜說世紀典範人物：不帶虛名的外衣走天涯─邱吉爾、戴高樂、羅斯福》     | 陳文茜 | 遠流     | ISBN 9789573290094 |
| 2022年 | 《文茜說世紀典範人物之二：從平凡到不平凡的-梅克爾、羅斯福夫人、杜魯門》 | 陳文茜 | 遠流     | ISBN 9789573291886 |
| 2023年 | 《晚安，我的生命》                                                      | 陳文茜 | 時報出版 | ISBN 9786263534148 |

### 編輯
| 年份     | 書名           | 作者 | 出版社 |
| -------- | -------------- | ---- | ------ |
| 1990年代 | 《天地人神鬼》 |      |        |

### 相關書籍
| 序號 | 年份       | 書名                                     | 作者     | 出版社                       | 備註                                  |
| ---- | ---------- | ---------------------------------------- | -------- | ---------------------------- | ------------------------------------- |
| 1    | 1996年9月  | 《媒體造英雌：陳文茜黎明柔李艷秋竄紅術》 | 莊旻琪   | 福爾摩沙出版社               |                                       |
| 2    | 1996年12月 | 《非常女人陳文茜》                       | 陳品     | 大村出版社                   | （再版為：陳文茜的真情世界），見序號6 |
| 3    | 1997年10月 | 《心情好創意：世紀新生活主義》           | 陳文茜等 | 財團法人洪建全教育文化基金會 |                                       |
| 4    | 1997年12月 | 《造反的演員: 10位顛覆傳統角色的女人》   | 楊語芸   | 臺視文化                     |                                       |
| 5    | 1998年7月  | 《台灣群英錄 : 一位外籍記者的訪談》      | 馬一龍   | 書林出版有限公司             |                                       |
| 6    | 2001年11月 | 《陳文茜的真情世界》                     | 陳品     | 沛來出版社                   |                                       |
| 7    | 2001年11月 | 《從陳文茜的乳房談起》                   | 許文德   | 前衞出版社                   |                                       |
| 8    | 2004年3月  | 《真相陳文茜》                           | 魚夫     | 水永國際                     |                                       |
| 9    | 2006年10月 | 《吃出風格》                             | 錢欽青   | 聯合文學出版社               |                                       |

## 評價
《亞洲周刊》曾將陳評為全亞洲25位創造趨勢人物之一，亦為唯一上榜的台灣人，稱其對民主進步黨政治文化的了解之深入，在媒體圈中很少有人能超越；專欄作家管仁健稱其虽与泛綠陣營想法不同，但大致能客观分析；無黨籍前立委及作家李敖稱其為「台灣最聰明的女人」；中國國民黨政治人物羅智強曾將她與總統蔡英文相比：「民進黨執政了，陳文茜沒有被體制收編，和民進黨漸行漸遠，而像陳文茜這樣的理念堅持者，一個一個和黨漸行漸遠，反倒是深受國民黨黨國體制栽培重用的蔡英文，成了民進黨共主。」

## 批評
2010年8月2日，政評家曹長青在自己所營運的網站上撰文辱罵親中的黨外時期著名作家李敖及陳文茜為「文化流氓」、「文化娼妓」，又聲稱像李敖這類的人在中國到處都是，亦呼陳文茜為「台灣的那個妖婆」。

## 外部連結
- 立法院 陳文茜委員簡介 （页面存档备份，存于）
- 文茜的世界周報 Sisy's World News的Facebook專頁
- 文茜小妹大的新浪微博
- 茜問 - Yahoo TV （页面存档备份，存于）
- 茜問 - Apple Podcasts （页面存档备份，存于）
- 文茜部落格（繁體中文）
- 時報出版--陳文茜作者專區 （页面存档备份，存于）
- 中天電視文茜部落格
- 台灣作家作品目錄資料庫——陳文茜 （页面存档备份，存于）